# آگوستاوستلند سی‌اچ-۱۴۹ کورمورانت
آگوستاوستلند سی‌اچ-۱۴۹ کورمورانت (به انگلیسی: AgustaWestland CH-149 Cormorant) یک هواگرد ساختِ کارخانهٔ آگوستاوستلند است. این هواگرد برای نخستین بار در ۳۱ مه ۲۰۰۰ میلادی مورد استفاده قرار گرفت.